# 805년

## 연호
- 당(唐) 정원(貞元) 21년 / 영정(永貞) 원년
- 일본(日本) 엔랴쿠(延暦) 24년

## 기년
- 당(唐) 덕종(德宗) 26년 / 순종(順宗) 원년
- 신라(新羅) 애장왕(哀莊王) 6년
- 발해(渤海) 강왕(康王) 12년